# Ciega, sordomuda
"Ciega, Sordomuda" é uma canção gravada pela artista musical colombiana Shakira, para o seu quarto álbum de estúdio Dónde están los ladrones? (1998). Foi escrito por Estéfano e Shakira. Foi lançado em 7 de setembro de 1998, como single principal do álbum. "Ciega, Sordomuda" é uma música pop latina, com influências proeminentes do mariachi, com letras expressam o sentimento desajeitado quando a pessoa que ama está próxima; ela não presta atenção aos seus sinais porque está completamente cega.
A canção atingiu o primeiro lugar na Billboard Hot Latin Tracks, por três semanas em 1998, tornando-se primeiro single de Shakira a alcançar tal feito. Também foi um sucesso em toda a América Latina, atingindo o n.°1 nas paradas de cada país. Também se tornou uma das canções pop latinas mais bem sucedidas da década de 1990. Ele permanece como uma de suas músicas mais conhecidas e foi cantada várias vezes desde o lançamento, mais recentemente durante a The Sun Comes Out World Tour. O videoclipe de acompanhamento da música, dirigido por Gustavo Garzón, foi filmado em uma praia na Califórnia e apresenta a cantora sendo perseguido por policiais em uma boate, onde o enredo leva uma volta para o surreal. A música foi classificada como uma das melhores músicas da década de 1990, e ficou em 7º lugar nas 100 maiores músicas em espanhol da década de 1990, de acordo com o VH1.

## Antecedentes e composição
Após o sucesso comercial de seu álbum anterior, Dónde están los ladrones?, que marcou a estreia de Shakira na indústria internacional da música, "Ciega, Sordomuda" foi lançado como single principal de seu próximo álbum Dónde están los ladrones?. A música não seria o primeiro single do álbum, a escolhida seria "No Creo". Em uma entrevista para Yamid Amat, Shakira explicou o significado lírico por trás da música, dizendo: "Por que ciega, sordomuda?, porque, eu sei que todos, às vezes, experimentaram o estado hipnótico e catalítico que mergulhamos cada vez que estamos apaixonados. Perdemos a vontade e o controle dos sentidos... Esta música é uma música que nasceu da realidade: uma história pessoal ... Mas, embora tenha uma grande dose de realidade, ela também possui uma ótima dose de sarcasmo e humor ..." A música foi escrita por Estefano Delgado e Shakira e foi produzida pela artista e Emilio Estefan.

## Videoclipe
O videoclipe de acompanhamento da música, dirigido por Gustavo Garzón, foi filmado em uma praia na Califórnia. O videoclipe começa com uma mulher vestida com uma peruca, com trombetas apoiando-a, sincronizando os lábios com a música. Logo, a mulher é levada com muitas outras pessoas, incluindo a própria Shakira. Shakira conhece um homem que mais tarde se veste como policial e ambos escapam - ele é colocado como seu namorado no clipe. Shakira se esconde em uma loja de perucas, fingindo ser um manequim e conduz um carro com os olhos vendados enquanto a cidade toda a busca, com os olhos vendados também. No final, a polícia ataca o clube de dança onde os fugitivos estão dançando, mas Shakira escapa com o namorado. Mais tarde, a polícia encontra as fitas de vídeo de Shakira e as olha - algumas das cenas são de seu vídeo de "No Creo" em 1999. Enquanto observa, a polícia arrancar suas camisas para encontrar objetos perigosos escondidos. Foi nomeado para Vídeo do Ano no Premio Lo Nuestro.

## Formatos e faixas
- CD single[4]

1. "Ciega, Sordomuda" – 4:28

## Créditos
Gravação
- Gravação no Crescent Moon Studios, Miami, Florida.

Créditos
- Compositores – Estefano Delgado, Shakira
- Produção – Emilio Estefan Jr, Shakira
- Engenharia vocal e gravação – Sebastian Krys
- Gravação da música – Sebastian Krys, Javier Garza
- Assitente vocal de gravação – Alfred Figueroa, Javier Garza, José Juan Maldonado, Simon Ramone, Kieran Wagner, Chris Wiggins
- Mixagem – Sebastian Krys, Javier Garza
- Assistente de mixagem – Javier Garza

Créditos adaptados das notas e faixas de Dónde Están los Ladrones?, Sony Music Latin, Columbia Records.

## Desempenho nas tabelas musicais

### Paradas semanais
| Chart (1998)                                 | Maior posição |
| -------------------------------------------- | ------------- |
| Estados Unidos (Billboard Hot Latin Songs)   | 1             |
| Estados Unidos (Billboard Latin Pop Airplay) | 11            |
| Venezuela (Record Report)                    | 1             |